# Nannomys
Nannomys is een ondergeslacht van het geslacht Mus dat voorkomt in Afrika ten zuiden van de Sahara, waar het voorkomt sinds het Laat-Plioceen. Dit ondergeslacht heeft een zeer groot verspreidingsgebied in Afrika en komt voor in allerlei verschillende habitats. Waarschijnlijk is het het resultaat van een Pliocene invasie van Afrika door Aziatische Mus-soorten.

## Soorten
Er zijn achttien soorten:
- Mus baoulei (Ivoorkust en Guinee)
- Mus bufo (bergen van Oeganda, Rwanda, Burundi en nabijgelegen delen van de Democratische Republiek Congo)
- Mus callewaerti (Angola en Democratische Republiek Congo)
- Mus goundae (Centraal-Afrikaanse Republiek)
- Mus harennensis (Ethiopië)
- Mus haussa (Senegal tot Noord-Nigeria)
- Mus indutus (Zuid-Angola tot West-Zimbabwe en Noord-Zuid-Afrika)
- Mus mahomet (Ethiopië, Zuidwest-Oeganda en Zuidwest-Kenia)
- Mus mattheyi (Ghana)
- Mus minutoides – Afrikaanse dwergmuis (Zimbabwe, Zuid-Mozambique, Zuid-Afrika)
- Mus musculoides (Afrika ten zuiden van de Sahara, behalve verspreiding van M. minutoides)
- Mus neavei (Oost-Democratische Republiek Congo tot Noordoost-Zuid-Afrika)
- Mus oubanguii (Centraal-Afrikaanse Republiek)
- Mus setulosus (Senegal tot Ethiopië en West-Kenia)
- Mus setzeri (Noordoost-Namibië, Botswana en West-Zambia)
- Mus sorella (Oost-Kameroen tot Noord-Tanzania)
- Mus tenellus (Soedan tot Zuid-Somalië en Midden-Tanzania)
- Mus triton (Zuid-Ethiopië tot Midden-Angola en Malawi)